# Georgi Kabakov
Georgi Nikolov Kabakov (in bulgaro Георги Николов Кабаков?; Plovdiv, 22 febbraio 1986) è un arbitro di calcio bulgaro.

## Carriera
Il 10 febbraio 2024 ha diretto la Supercoppa di Bulgaria 2023.